# General of the Armies
Il grado di generale degli eserciti degli Stati Uniti (general of the armies of the United States), più comunemente indicato solo come generale degli eserciti (general of the armies) è il più elevato grado raggiungibile nella gerarchia dell'Esercito degli Stati Uniti  (United States Army). 
Solo due uomini sono stati insigniti di questo grado, uno in vita e uno postumo:
- John J. Pershing nel 1919 per onorare il suo servizio come comandante della American Expeditionary Forces (Forza di spedizione americana) nella prima guerra mondiale.[1].
- George Washington (postumo) nel 1976 in occasione delle celebrazioni per il bicentenario della guerra d'indipendenza americana, per commemorare la sua guida e il suo coinvolgimento nella fondazione degli Stati Uniti. A suo tempo fu nominato e operò come Generale e Comandante in capo dell'esercito (degli Stati Uniti).[2][3][4]

Douglas MacArthur fu preso in considerazione per la nomina, sia durante che dopo la seconda guerra mondiale, ma un ordine di promozione "alla carica di generale degli eserciti degli Stati Uniti" non fu mai emanato.
Il grado è superiore a quello di General of the Army  (generale dell'esercito), di General of the Air Force  (generale dell'aeronautica), di Fleet admiral (ammiraglio della flotta) e pari al grado di Admiral of the Navy (ammiraglio della marina), e nel caso di Pershing significava essere direttamente sotto il comando del presidente degli Stati Uniti.

## Creazione e utilizzo precoce

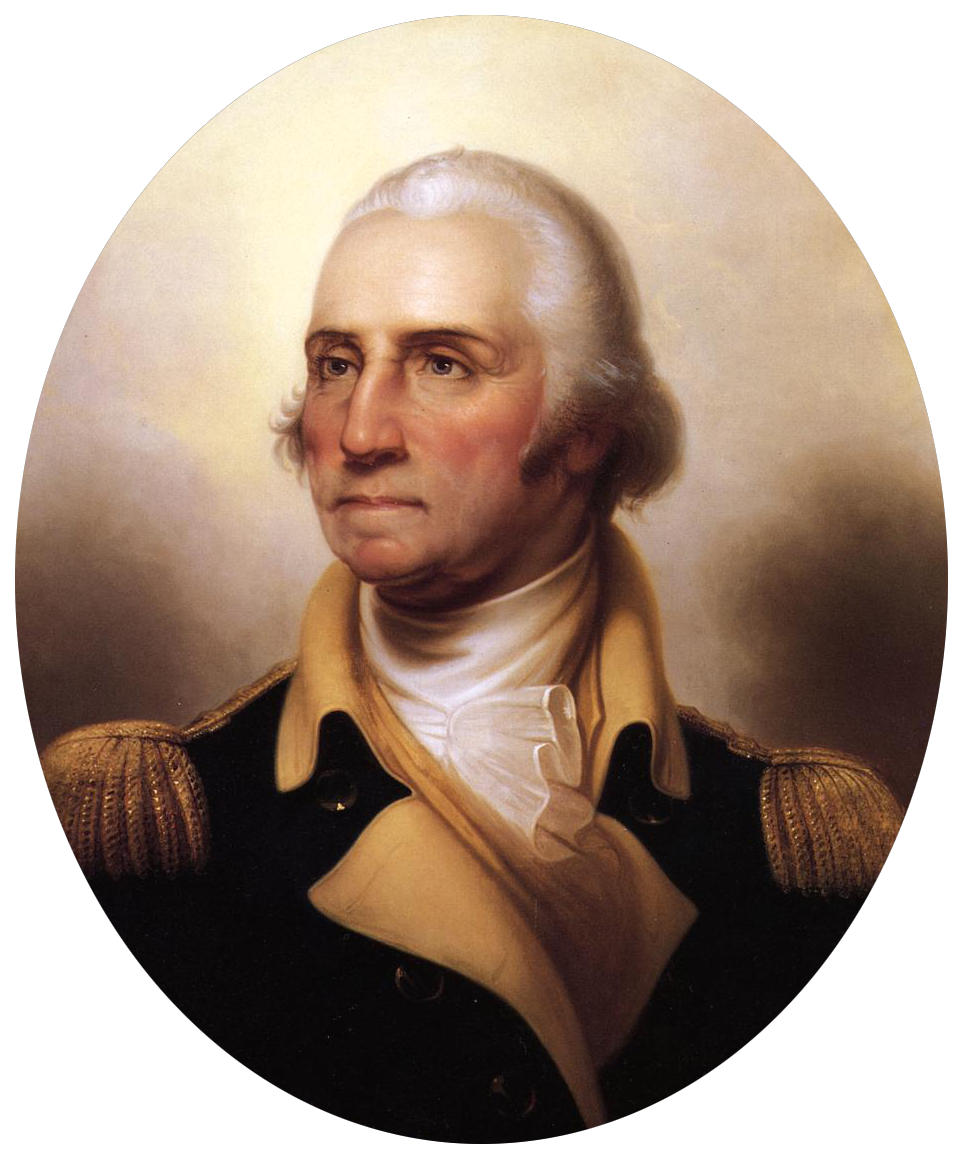
George Washington fu il primo ad essere preso in considerazione per il grado di generale degli eserciti nel 1799. Venne poi promosso postumo nel 1976 (177 anni dopo la sua morte)

La nomina al grado di generale delle armate degli Stati Uniti ha una storia lunga più di due secoli. Nel corso della sua esistenza l'autorità e l'anzianità del rango, e la percezione sia da parte del pubblico statunitense che dell'apparato militare, sono variate. In tutto ci sono state sei versioni del grado, di cui solo tre formalmente concesse:
1. Un grado creato nel 1779 (ma mai concesso) per sostituire il grado di tenente generale  (lieutenant general).
2. Una versione fatta rivivere per Ulysses S. Grant dopo la guerra civile americana, denominata "generale dell'esercito degli Stati Uniti (general of the Army of the United States)".
3. Una versione fatta rivivere nel 1919 per John J. Pershing per i servizi resi durante la prima guerra mondiale.
4. Una proposta di grado durante la seconda guerra mondiale (mai approvata), che sarebbe stata quella di un vero e proprio generale a sei stelle.
5. Un'ulteriore proposta di grado nel 1955, che sarebbe stata anch'essa l'approvazione di un generale a sei stelle, nuovamente non approvata.
6. Una versione finale nel 1976, che stabiliva che nessun ufficiale delle forze armate degli Stati Uniti potesse superare in grado George Washington.[7].

La prima menzione del rango di "generale degli eserciti" era in una legge del Congresso degli Stati Uniti datata 3 marzo, 1799. Il Congresso decretò:
(Congresso degli Stati Uniti d'America 3 marzo 1799)
Il grado di generale degli eserciti fu creato per essere attribuito a George Washington, la cui carica di generale fu superiore a tutti i maggiori generali e brigadieri generali statunitensi, ma che portava le insegne a tre stelle e la fusciacca blu chiaro di un tenente generale durante la Guerra d'indipendenza americana e che a partire dal 1782 fu indicato come tenente generale sui registri dell'esercito. Il rango di Washington era quello di un "generale a tre stelle" durante la rivoluzione, ovvero tenente generale secondo la gerarchia dell'esercito britannico, adottata dall'esercito statunitense. Gli Stati Uniti, a quel punto non ebbero generali a quattro stelle fino al 1866 (in Europa, il grado era conosciuto come capitano generale fino al XIX secolo e poi semplicemente come generale). Il grado di generale degli eserciti, tuttavia, non fu mai conferito a Washington in vita, e, dopo la sua morte, il più alto grado degli ufficiali generali dell'esercito degli Stati Uniti è stato quello di maggior generale. Non ci sarebbero stati tenenti generali nell'esercito degli Stati Uniti fino a Winfield Scott nel 1841.

### Generale dell'esercito degli Stati Uniti
La seconda versione del grado di generale degli eserciti è chiamata General of the army of the United States (generale dell'esercito degli Stati Uniti) e fu attribuito a Ulysses S. Grant, William T. Sherman, e Philip Sheridan dopo la guerra civile americana. Questo grado fu emanato in una terza versione come generale degli eserciti, che fu ottenuto da John Pershing nel 1919. Il rango di Pershing fu di livello maggiore di quello dei suoi predecessori.

## La prima guerra mondiale e John Pershing

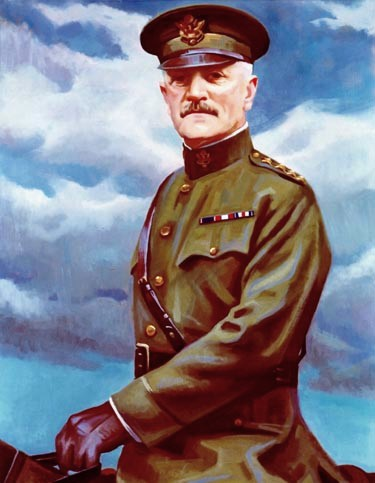
Il generale John Pershing raffigurato con quattro stelle dorate sulle sue controspalline.

La promozione di John Pershing a generale degli eserciti è radicata nel precedente grado di generale dell'esercito dei tempi della guerra civile americana. La versione della guerra civile di questo rango è stato considerata come un "generale a quattro stelle", differente dalla versione successiva di generale dell'esercito, che fu utilizzata durante la seconda guerra mondiale .

Bandiera di General of the Armies

Dopo la guerra civile, l'esercito degli Stati Uniti attraversò un periodo in cui il più alto grado possibile degli ufficiali generali è stato quella del maggiore generale a due stelle. Durante la prima guerra mondiale, il Congresso degli Stati Uniti autorizzò la nomina di tenenti generali a tre stelle e di generali "pieni" a quattro stelle. Il grado a quattro stelle fu considerato il successore di quello della guerra civile di generale dell'esercito, in quanto entrambi furono considerati gradi a quattro stelle.
Tasker H. Bliss e John J. Pershing furono promossi a generale dell'esercito nell'ottobre del 1917, e Peyton C. March è stato promosso a maggio del 1918. Hunter Liggett e Robert Lee Bullard sono stati entrambi promossi a tenente generale il 16 Ottobre 1918.
Il 3 settembre 1919, il presidente Woodrow Wilson, in virtù dei poteri a lui conferiti dalla legge, promosse Pershing al rango di generale degli eserciti degli Stati Uniti, in riconoscimento del lavoro di Pershing come comandante dell'American Expeditionary Force (AEF). L'attributo peculiare del nuovo grado di Pershing (vale a dire "degli eserciti ") indicava che questi deteneva autorità su tutte le forze armate, in contrasto con il titolo di generale dell'esercito, che era solo un grado elevato dell'esercito facente parte dello stesso
Il generale Pershing fu autorizzato a creare le proprie insegne. Egli scelse di indossare le quattro stelle di un generale, ma in oro, invece del consueto argento. Tuttavia, poiché i regolamenti dell'esercito del tempo non riconobbero queste insegne, le stelle d'oro di Pershing furono un distintivo di grado non ufficiali.
Con la nomina di Pershing a generale degli eserciti la struttura gerarchica dei generali apparve come segue:
|  | General of the Armies of the United States (Generale degli eserciti degli Stati Uniti) |
|  | General (Generale)                                                                     |
|  | Lieutenant general (Tenente generale)                                                  |
|  | Major general (Maggior Generale)                                                       |
|  | Brigadier general (Brigadier Generale)                                                 |

Abbozzo non ufficiale per distintivo da controspallina del grado di General of the Armies, nel caso di una futura nomina

Dopo la guerra, nel 1920, i tenenti generali e i generali sono tornati al loro rango permanente di maggior generale. Pershing, comunque, mantenne il suo grado di generale degli eserciti anche se non ci fu più alcun tenente generale o generale in servizio attivo. 
Pershing si congedò dall'esercito degli Stati Uniti il 13 settembre 1924 e mantenne il suo grado nelle liste di anzianità dello US Army fino alla sua morte nel 1948.
I generali a quattro stelle furono nuovamente autorizzati nel 1929, con Charles Pelot Summerall. Pershing in quel periodo non era più in servizio attivo e il suo grado fu considerato come superiore a un generale "completo", ma non compreso nel regolare percorso di promozione. Sotto vari aspetti, il grado di Pershing fu in questo momento sinonimo di un generale a cinque stelle; tuttavia, ciò sarebbe cambiato durante la seconda guerra mondiale, quando l'esercito nominò generali a cinque stelle dell'esercito.

## Gradi simili nelle altre forze

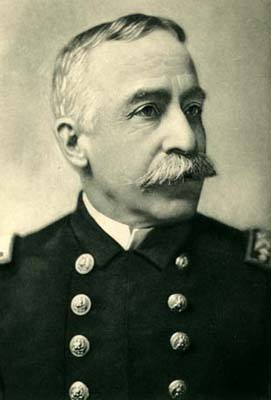
George Dewey

Anche la marina degli Stati Uniti (United States Navy) possiede un "super grado" simile, ovvero l'"ammiraglio della marina" (Admiral of the Navy). Il grado di ammiraglio della marina è stato detenuto da una sola persona, George Dewey, in riconoscimento della sua vittoria nella baia di Manila. 

Distintivo per controspalline di Admiral of the Navy

Al momento della sua creazione questo rango era considerato poco più di un ammiraglio a quattro stelle con un titolo onorario aggiunto. George Dewey era già morto da qualche anno quando John Pershing venne nominato generale degli eserciti, e nessun tentativo formale è stato mai fatto dalle forze armate per confrontare i due gradi.
Durante la seconda guerra mondiale, venne istituito, nel 1944, il grado di ammiraglio della flotta, con la specificazione da parte del Dipartimento della Marina che "il grado di ammiraglio di flotta della Marina degli Stati Uniti sarebbe stato considerato il grado più alto della Marina degli Stati Uniti", precisando che la nuova versione del grado di ammiraglio istituita era inferiore al grado di ammiraglio della marina.
Nel 1955, la US Navy precisò che il grado di "Admiral of the Navy" era onorario. Mentre molti erano convinti che fosse equivalente al generale degli eserciti, la US Navy modificò i suoi regolamenti per stabilire il grado di ammiraglio della flotta come il suo grado più alto raggiungibile.